# Marrawah
Marrawah är en ort i Australien. Den ligger i kommunen Circular Head och delstaten Tasmanien, i den sydöstra delen av landet, omkring 310 kilometer nordväst om delstatshuvudstaden Hobart. Antalet invånare är 405.
Trakten runt Marrawah är nära nog obefolkad, med mindre än två invånare per kvadratkilometer.. Det finns inga andra samhällen i närheten. 
Trakten runt Marrawah består i huvudsak av gräsmarker. Genomsnittlig årsnederbörd är 1 428 millimeter. Den regnigaste månaden är augusti, med i genomsnitt 220 mm nederbörd, och den torraste är februari, med 46 mm nederbörd.